# Groupe de NGC 1519
Le groupe de NGC 1519 comprend au six galaxies situées dans la constellation de l'Éridan. La distance moyenne entre ce groupe et la Voie lactée est d'environ 26,5 Mpc (∼86,4 millions d'al). Toutes ces galaxies brillent dans le domaine des rayons X.

## Membres
Le tableau ci-dessous liste les six galaxies mentionnées selon l'ordre indiqué dans un article de Sengupta et Balasubramanyam paru en 2006. Ce groupe est également mentionné par A.M. Garcia dans un article publié en 1993, mais avec une nomenclature différente indiquée entre parenthèse dans le tableau suivant.
| Nom                         | Classification | Type                        | α (J2000.0)   | δ (J2000.0)  | Vitesse radiale (km/s) | Magnitude apparente | Distance (Mpc) | Diamètre (kal) |
| --------------------------- | -------------- | --------------------------- | ------------- | ------------ | ---------------------- | ------------------- | -------------- | -------------- |
| NGC 1519                    | SB(r)b?        | Spirale barrée              | 04h 08m 07.6s | -17° 11′ 34″ | 1833 ± 6               | 12,9                | 25,6 ± 1,8     | 58             |
| UGCA 88 (MCG -3-11-12)      | SB(s)dm        | Spirale barrée magellanique | 04h 07m 13.0s | -17° 12′ 14″ | 1856 ± 5               | 13,4449             | 26,1 ± 1,8     | 43             |
| UGCA 87 (ESO 550-05)        | SB(s)m         | Spirale barrée magellanique | 04h 05m 59.9s | -17° 46′ 28″ | 1883 ± 4               | 13,24 ± 0,07        | 26,5 ± 1,9     | 71             |
| SGC 0401.3-1720 (PGC 14377) | IB(s)m         | Irrégulière magellanique    | 04h 03m 34.0s | -17° 11′ 51″ | 1890 ± 4               | 13,7698             | 26,5 ± 1,9     | 44             |
| MCG -3-11-18                | SB(s)m         | Spirale barrée magellanique | 04h 11m 19.7s | -16° 13′ 48″ | 1874 ± 4               | 14,84 ± 0,12        | 26,5 ± 1,9     | 53             |
| MCG -3-11-19                | SB(s)dm pec?   | Spirale barrée magellanique | 04h 16m 12.5s | -16° 45′ 02″ | 1953 ± 2               | 14.1763             | 27,7 ± 1,9     | 42             |

Le site DeepskyLog permet de trouver aisément les constellations des galaxies mentionnées dans ce tableau ou si elles ne s'y trouvent pas, l'outil du site constellation permet de le faire à l'aide des coordonnées de la galaxie. Sauf indication contraire, les données proviennent du site NASA/IPAC.